# Schneidradpumpe
Schneidradpumpen werden vornehmlich für die Entsorgung von häuslichem Abwasser zumeist in der Druckentwässerung eingesetzt. 
Eingebaut werden diese Tauchmotorpumpen hauptsächlich in kleinen Abwasserpumpschächten aus Beton oder Polyethylen (PE), die das Abwasser sammeln. Die im Sammelraum befindliche Pumpe entsorgt das Abwasser dann in die Druckleitung.

## Aufbau
Es handelt sich um untergetauchte elektrische Kreiselpumpen zumeist aus Grauguss. Der Antrieb erfolgt mittels Drehstrommotoren mit einer Leistung von etwa 1–10 kW. Vor der Pumpenhydraulik am Ende der Motorwelle befindet sich eine rotierende, gehärtete Schneideinrichtung, welche das Fördergut zerkleinert, denn in häuslichem Abwasser befinden sich neben Fäkalien auch faserige Bestandteile (Haare, Toilettenpapier, auch Hygieneartikel). Die Hydraulik der Kreiselpumpe arbeitet mit einem Wirbel- oder Freistromrad und setzt das Wasser mit einer Drehzahl von etwa 2900/min unter Druck. Der angeformte Druckstutzen der Pumpe ist üblicherweise als Flansch mit Kupplungseinrichtung in Nennweite DN 32, DN 40 oder DN 50 ausgeführt. Durch die verwendeten metallischen Werkstoffe für Motor und Gehäuse wiegt eine Schneidradpumpe mit einem 2,6-kW-Motor etwa 40 kg.
Pumpen in Abwasserschächten werden mit einer speziellen selbstdichtenden Kuppluneinrichtung versehen, so dass bei Wartung und Reparatur keine Montagearbeiten im Abwasserschacht erforderlich sind. Die Pumpe kann mit einer geeigneten manuellen Hebeeinrichtung aus dem Schacht herausgezogen werden; eine Führungseinrichtung im Schacht, das Gleitrohr, sorgt für sicheres und passgenaues Wiedereinkuppeln.

## Funktion
Durch die Rotation der Motorwelle wird das durch Schneidwerk homogenisierte Abwasser durch die Ansaugöffnung(en) in die Wirbel- bzw. Freistromradhydraulik der Pumpe gesaugt und dort unter Druck gesetzt. Durch die Zerkleinerung des Abwassers ist in der Hydraulik kein großer freier Durchgang erforderlich, weshalb auch große Förderhöhen erreicht werden können. Ein- und ausgeschaltet werden die Pumpen durch eine elektrische Steuerung mit einem verbundenen Niveaugebersystem im Schacht.

## Einsatzgrenzen
Schneidradpumpen dienen dem Transport von häuslichem Abwasser in kleinen Druckleitungen.
Dagegen ist das Einleiten von Oberflächenwasser in Sammelschächte mit Pumpen dieser Art nicht ratsam, da es durch eingeschwemmte mineralische Beimengungen (Sand, Erdreich) zu einem erhöhten Verschleiß der Schneideinrichtung und damit zur Beeinträchtigung der Abwasserentsorgung kommt.

## Sicherheit
Da Abwasserschächte durch die Druckleitungen mit dem öffentlichen Kanal verbunden sind und im Schacht durch Faulgase wie Schwefelwasserstoff (H2S) und Methan (CH4) die Gefahr der Bildung einer explosionsfähigen Atmosphäre besteht, sind Schneidradpumpen, die in diesem Umfeld betrieben werden, explosionsgeschützt ausgeführt. Die Bestimmungen zu Ausführung und Betriebsweise sind in den ATEX EG-Produktrichtlinien beschrieben.